# Duisburg-Homberg/Ruhrort/Baerl
Homberg/Ruhrort/Baerl  ist ein Duisburger Stadtbezirk mit 42.063 Einwohnern und einer Fläche von 37,1 km² (Stand: 31. Dezember 2023).
Er besteht aus den Stadtteilen Alt-Homberg, Hochheide, Baerl und Ruhrort.
Der einwohnermäßig kleinste, flächenmäßig zweitgrößte Stadtbezirk entstand 1975 nach der kommunalen Gebietsreform aus dem Ortsteil Baerl der linksrheinischen Gemeinde Rheinkamp, der linksrheinischen Stadt Homberg am Niederrhein und dem rechtsrheinischen Stadtteil Duisburg-Ruhrort. Er ist damit der einzige Stadtbezirk, der nicht nur am Rhein liegt, sondern von ihm durchflossen wird.
Im Stadtbezirk befindet sich der größte Teil des Duisburger Binnenhafens Duisport.

## Politik
Seit der Kommunalwahl 2020 setzt sich die Bezirksvertretung aus 6 Abgeordneten der SPD, 4 Abgeordneten der CDU, 3 Abgeordneten der Grünen, 2 Abgeordneten der AfD, einem Abgeordneten der Linken und einem Abgeordneten der FDP zusammen.
Nach der Kommunalwahl wurden Hans-Joachim Paschmann (SPD) zum Bezirksbürgermeister, Klaus Radny (CDU) zum 1. stv. Bezirksbürgermeister und Dietmar Beckmann (Bündnis 90/Die Grünen) zum 2. stv. Bezirksbürgermeister gewählt. Klaus Radny, 1. stv. Bezirksbürgermeister, verstarb am 11. November 2023.  In der Sitzung der Bezirksvertretung am 18. Januar 2024 wurde Wolfgang Krüger (CDU) zu seinem Nachfolger als 1. stv. Bezirksbürgermeister gewählt. Nach dem Rücktritt von Hans-Joachim Paschmann zum 31. Oktober 2024 wurde am 23. Januar 2025 Hans-Gerd Bosch (SPD) bis zur Kommunalwahl 2025 von der Bezirksvertretung zum Bezirksbürgermeister gewählt.
| Name                   | Partei                                      | Kommentar                                                                                   |
| ---------------------- | ------------------------------------------- | ------------------------------------------------------------------------------------------- |
| Hans-Joachim Paschmann | Sozialdemokratische Partei Deutschlands     | ausgeschieden am 31.10.2024                                                                 |
| Hans-Gerd Bosch        | Sozialdemokratische Partei Deutschlands     | Bezirksbürgermeister seit 23.01.2025                                                        |
| Heike Krause           | Sozialdemokratische Partei Deutschlands     | Fraktionsvorsitzende                                                                        |
| Julian Neumann         | Sozialdemokratische Partei Deutschlands     |                                                                                             |
| Carsten Paschmann      | Sozialdemokratische Partei Deutschlands     |                                                                                             |
| Heike Gau              | Sozialdemokratische Partei Deutschlands     | Seit 08.08.2022 Nachrückerin für Bernd Thewissen                                            |
| Pascal Ailbout         | Sozialdemokratische Partei Deutschlands     | seit 23.01.25 Nachrücker für Hans-Joachim Paschmann                                         |
| Bernd Thewissen        | Sozialdemokratische Partei Deutschlands     | Ausgeschieden am 27.07.2022                                                                 |
| Gerhard Hilscher       | Christlich Demokratische Union Deutschlands |                                                                                             |
| Michael Büttgenbach    | Christlich Demokratische Union Deutschlands | Fraktionsvorsitzender                                                                       |
| Martin Wiest           | Christlich Demokratische Union Deutschlands | Seit 17.05.2022 Nachrücker für Maike Sappok                                                 |
| Maike Sappok           | Christlich Demokratische Union Deutschlands | Ausgeschieden am 27.05.2022                                                                 |
| Wolfgang Krüger        | Christlich Demokratische Union Deutschlands | 1. stv. Bezirksbürgermeister seit dem 18.01.2024 Seit 18.01.2024 Nachrücker für Klaus Radny |
| Klaus Radny            | Christlich Demokratische Union Deutschlands | 1. stv. Bezirksbürgermeister & Fraktionsvorsitzender. Verstorben am 11.11.2023.             |
| Dietmar Beckmann       | Bündnis 90/Die Grünen                       | 2. stv. Bezirksbürgermeister & Fraktionsvorsitzender                                        |
| Markus Kämmerling      | Bündnis 90/Die Grünen                       |                                                                                             |
| Volker Reinen          | Bündnis 90/Die Grünen                       |                                                                                             |
| Rainer Holfeld         | Alternative für Deutschland                 | Fraktionsvorsitzender                                                                       |
| Alan Imamura           | Alternative für Deutschland                 | stv. Fraktionsvorsitzender                                                                  |
| Thomas Rangs           | Freie Demokratische Partei                  |                                                                                             |
| Jan Immanuel Tügel     | Die Linke                                   |                                                                                             |

## Bauwerke

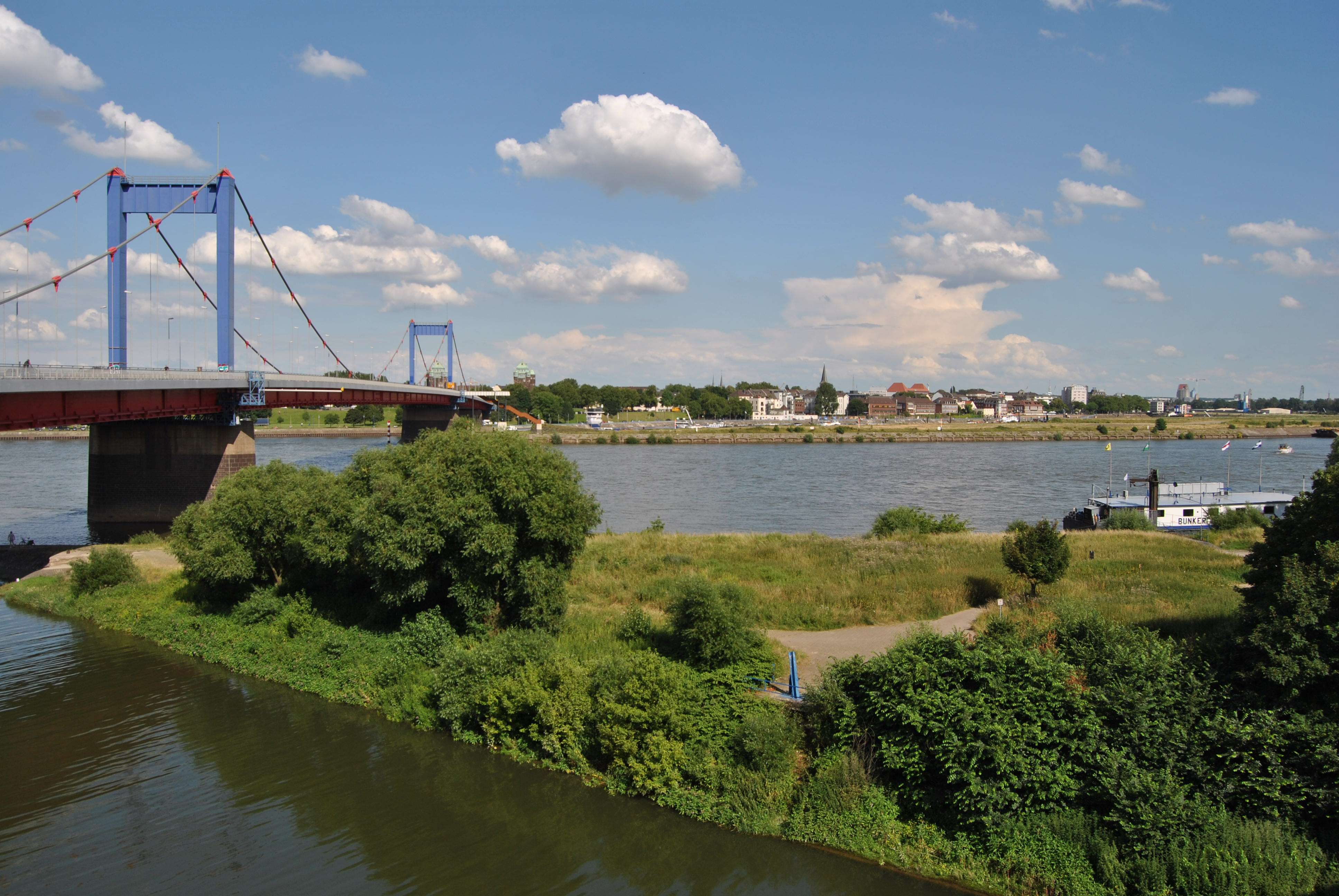
Friedrich-Ebert-Brücke mit Blick auf den Stadtteil Ruhrort
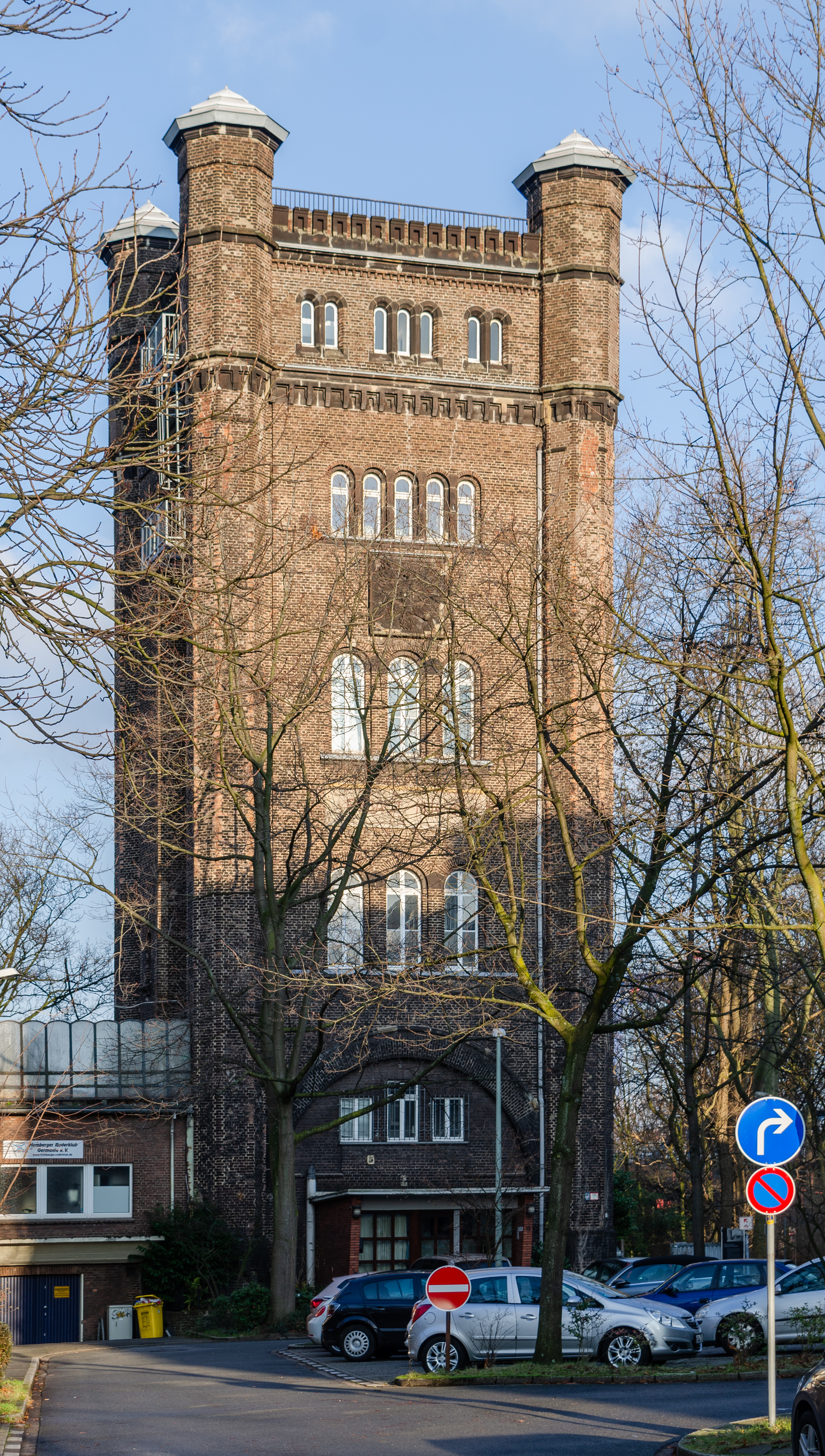
Hebeturm des ehemaligen Trajekts Ruhrort–Homberg
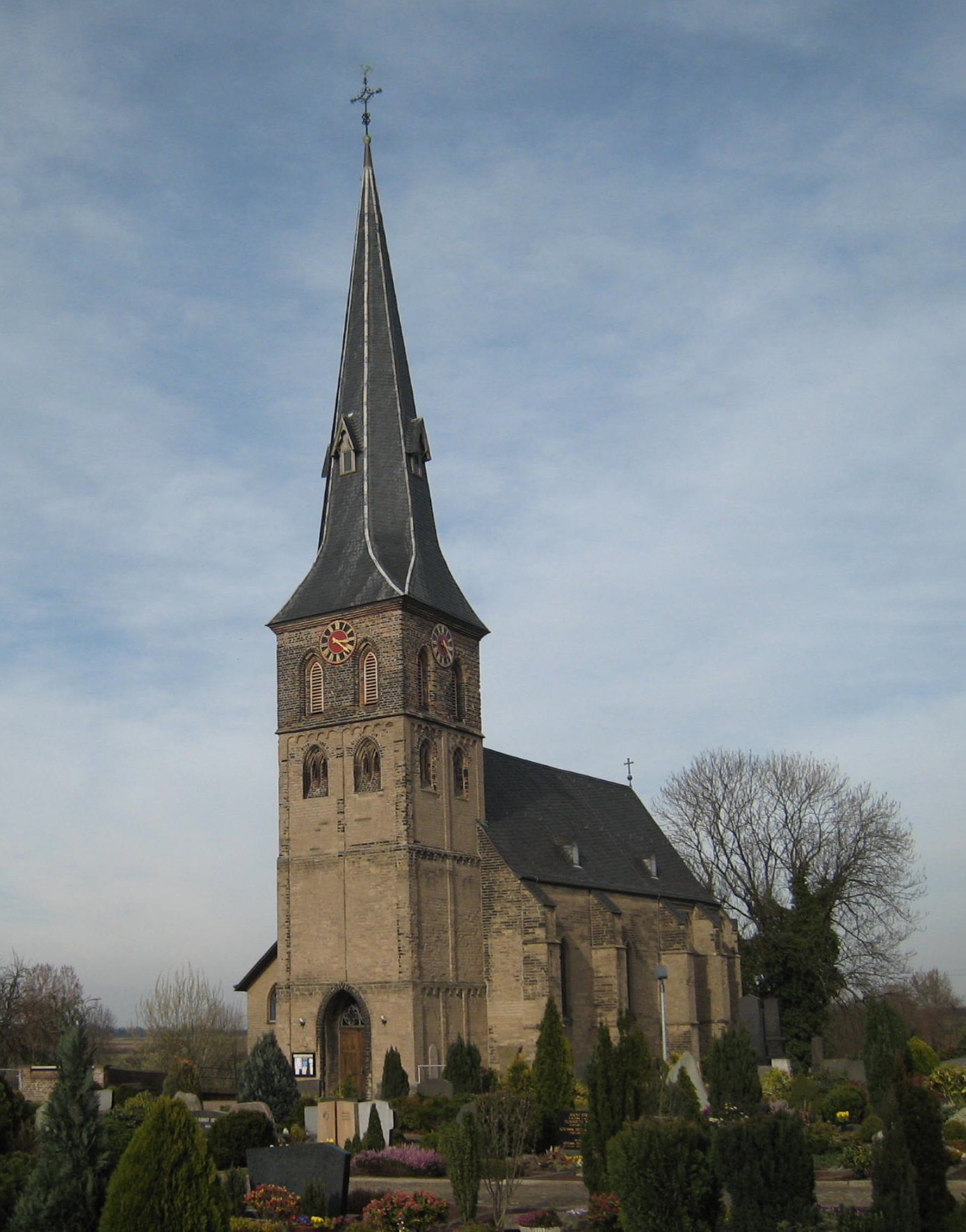
Evangelische Dorfkirche Baerl, 1262 erstmals erwähnt
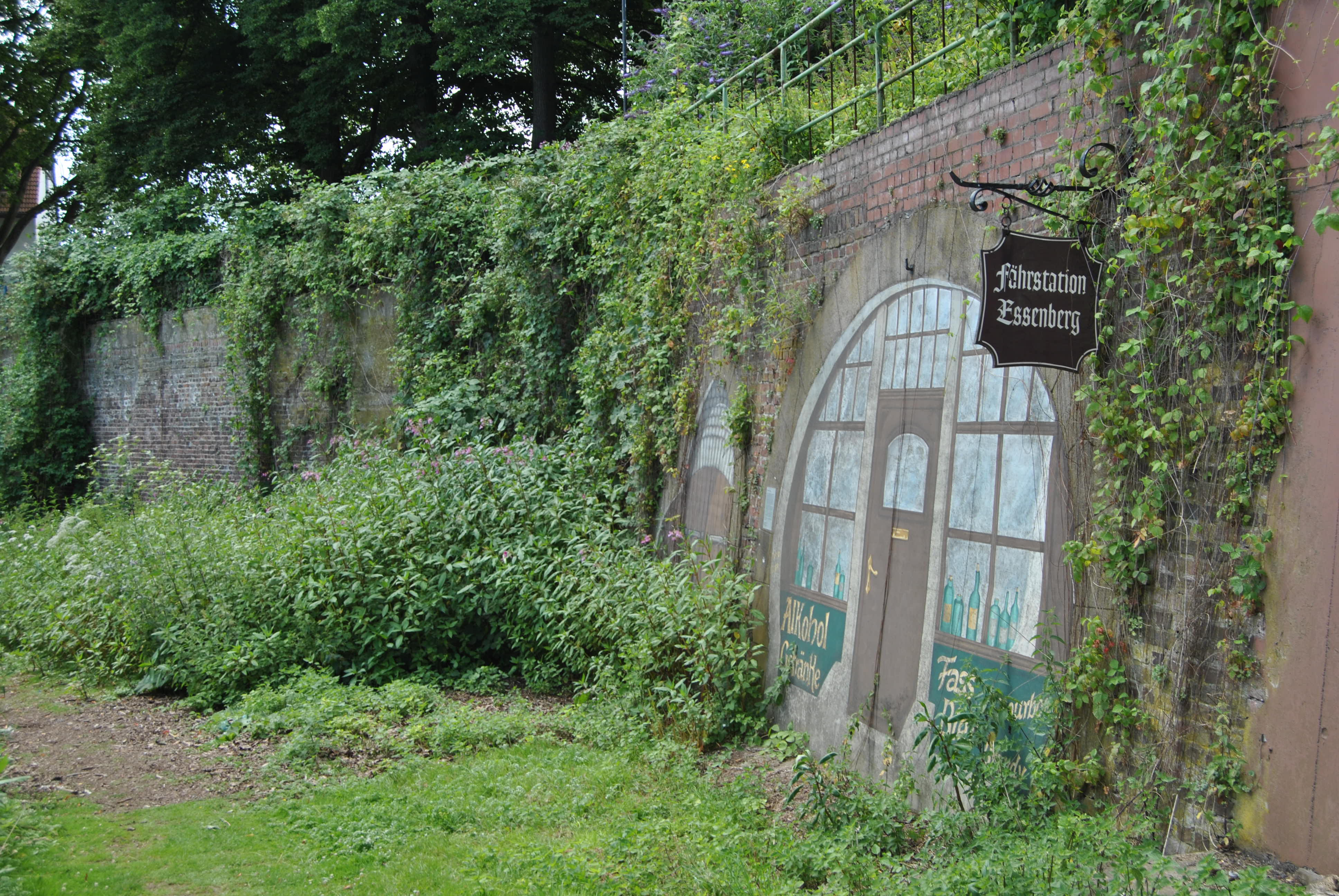
Ehemalige Fährstation Essenberg